# Colin McRae Rally (videojuego de 2013)
Colin McRae Rally es un videojuego de carreras de rally desarrollado y publicado por Codemasters. Se lanzó originalmente para iOS dispositivos móviles en junio de 2013, y luego portado a dispositivos Android y OS X y Windows en 2014. La jugabilidad es similar a las primeras iteraciones de la serie con contenido predominantemente tomado del título Colin McRae Rally 2.0 de 2000. Los jugadores pueden conducir coches y participar en eventos de rally de punto a punto, compitiendo contra tiempos registrados por controladores de computadora. Las etapas tienen lugar en varios lugares diferentes con terreno variado como asfalto y grava. El juego presenta modelado de daños y efectos de deformación del chasis que pueden sostenerse por colisiones.
El título marcó el debut de Codemasters en el desarrollo de un juego móvil internamente. El objetivo del proyecto era crear una experiencia central de carreras de rally para dispositivos móviles. El equipo de desarrollo eligió utilizar Colin McRae Rally 2.0 como base, tomando sus pistas, modelo de conducción y pacenotes para el nuevo título. Los modelos originales del vehículo se reutilizaron, pero se mejoraron aspectos de los gráficos del juego para proporcionar la mayor calidad visual esperada por los estándares modernos. Numerosos activos de sonido fueron reemplazados con muestras de otros juegos de conducción de Codemasters.
En comparación con la recepción positiva de los juegos anteriores de la serie, la recepción hacia el lanzamiento de 2013 fue mixta. La principal crítica entre los revisores profesionales fue la falta de contenido y la omisión de características importantes. Sin embargo, se elogió el intento de replicar la experiencia de conducción de los juegos clásicos de Colin McRae Rally. Los críticos generalmente creían que el nivel de dificultad y el modelo de conducción realista apaciguarían a los fanáticos de los rallyes y a los jugadores experimentados, pero podrían disuadir a los principiantes. Tras el lanzamiento, la versión para PC fue recibida negativamente por los jugadores que no esperaban un puerto de juego móvil. La reacción llevó a Codemasters a ofrecer reembolsos a los jugadores.

## Jugabilidad
Colin McRae Rally es un videojuego de carreras en el que los jugadores pueden conducir automóviles en eventos de rally punto a punto. El juego se puede jugar desde la perspectiva de detrás del auto o desde la vista de una cámara de capó. En los dispositivos móviles, los coches se pueden dirigir mediante botones en pantalla que brindan entrada digital o mediante controles de inclinación que brindan entrada analógica. El contenido del juego y el modelo de conducción se toman directamente del título Colin McRae Rally 2.0 de 2000. El juego presenta treinta etapas de rally de Colin McRae Rally 2.0, ubicadas en Australia, Córcega y Grecia. El terreno y las superficies varían entre las etapas, desde caminos asfaltados suaves hasta pistas todoterreno. La información de la pista se proporciona a través de descripciones verbales del copiloto y los iconos que aparecen cerca de la parte superior de la pantalla. Los íconos muestran la severidad y dificultad de los giros utilizando un código de colores. También se muestra un indicador de progreso en la pantalla, para que el jugador pueda ver cuánto del curso ha completado y comparar su posición con los conductores de computadora.
El juego presenta tres modos: Campeonato, Rally único y Etapa única. El modo Campeonato se divide en ocho rallies, cada uno compuesto de doce o veinticuatro etapas. Para ganar un rally, el jugador debe lograr el tiempo total más bajo contra los controladores de la computadora. El tiempo total se toma como la suma del tiempo de cada etapa individual. Los jugadores comienzan el juego con un solo vehículo, el Ford Focus RS WRC; se pueden desbloquear tres autos adicionales, el Subaru Impreza WRX, el Mitsubishi Lancer Evolution VI y el Lancia Stratos, al quedar primero en los rallies del campeonato. Durante una carrera, los vehículos pueden sufrir daños por colisiones, que posteriormente pueden repararse a intervalos después de cada dos eventos.

## Desarrollo y lanzamiento
Colin McRae Rally fue desarrollado por el estudio de desarrollo con base en Southam de Codemasters. Fue el primer juego móvil desarrollado internamente por la compañía, y liderar una iniciativa para producir juegos para propiedad intelectual nuevos y existentes específicamente para dispositivos móviles. El equipo de desarrollo estaba compuesto por personal que había trabajado en los primeros juegos y en los juegos de carreras más recientes de Codemasters. El juego se diseñó inicialmente para dispositivos móviles iOS usando Colin McRae Rally 2.0 como base. Esta iteración temprana de su serie Rally se eligió como base porque presentaba una experiencia de carreras de rally enfocada, mientras que las entradas posteriores se expandieron para ofrecer más trucos y modos de juego. Se reprodujeron fielmente treinta tramos del Rally 2.0; el equipo se aseguró de que la posición de cada esquina, obstáculo y transición de superficie coincidiera con los rallies originales. Si bien se reutilizaron el contenido y los activos existentes, también optaron por aprovechar la tecnología moderna al crear "Colin McRae Rally". El juego fue construido usando Unity motor de juego y escrito en C# lenguaje de programación, haciendo referencia cercana al original C código fuente para asegurarse de que los sistemas de manejo y física reproduzcan Rally 2.0.
El equipo de desarrollo consideró que los gráficos originales de la era PlayStation de Rally 2.0 no alcanzarían los estándares modernos en una pantalla móvil de alta densidad de píxeles. Para mejorar la calidad gráfica, introdujeron un renderizado moderno basado en shader y revisaron las texturas. Las especificaciones del motor de los vehículos se conservaron de los juegos clásicos de Rally. Aunque también se conservaron los modelos para los vehículos, los desarrolladores aumentaron su resolución y agregaron más detalles y capas gráficas a las carrocerías. Otras características que se trasladaron incluyen los efectos de deformación del chasis y la acumulación realista de suciedad en los vehículos. Se implementó la detección de colisiones basada en PhysX para permitir que se dispersen más objetos y escombros. También se realizaron cambios en la iluminación, el audio, los controles y la interfaz de usuario. El equipo decidió omitir una serie de características de Rally 2.0, como multijugador, transmisión manual, relaciones de transmisión variables, informes meteorológicos y la vista de la cámara de la cabina. El productor de juegos Pete Harrison citó la creación de una experiencia de rally básica y pulida para dispositivos móviles como el punto central del proyecto y consideró que algunas funciones no serían adecuadas para las sesiones de juego cortas que esperaban de un juego de carreras portátil.
El equipo de desarrollo tuvo acceso a la biblioteca de audio completa de Codemasters, que estaba compuesta por activos de sonido que datan desde el primer Colin McRae Rally (1998) hasta Grid 2 (2013). Caso por caso, decidieron si reutilizar los sonidos existentes o actualizarlos. El resultado fue una combinación de audio de varios juegos; los sonidos de las suspensiones se tomaron de Dirt 3, muestras de viento, caja de cambios y mecánica de Colin McRae Rally 2005, sonidos de garaje de Race Driver: Grid, y música de Colin McRae Rally 04. Un aspecto del audio que se mantuvo intacto fueron los pacenotes originales leídos por el copiloto profesional Nicky Grist. El equipo no quería interrumpir el tiempo y la entrega de información crítica de la pista, por lo que optó por usar las grabaciones originales en este caso. Se agregó soporte para bandas sonoras personalizadas para que los jugadores pudieran escuchar su propia música en el juego.
El juego fue lanzado para dispositivos iOS el 27 de junio de 2013. Thumbstar Games, en colaboración con Codemasters, lanzó el juego en dispositivos Android el 21 de febrero de 2014. Más tarde, Codemasters lanzó el juego para OS X y Windows computadora personal el 31 de julio a través del servicio de distribución digital Steam.

## Recepción
Colin McRae Rally recibió reseñas "mixtas o promedio" de críticos profesionales según el sitio web agregador de reseñas Metacritic. Scott Nichols de Digital Spy pensó que los fanáticos nostálgicos apreciarían la actualización visual sobre los juegos clásicos, pero sintió que los controles no estaban a la altura. Dijo que la dirección era demasiado sensible con ambos esquemas de control, y este problema no se solucionó por la ausencia de opciones para ajustar la sensibilidad de la dirección. El crítico de Pocket Gamer Mark Brown le dio crédito al juego por llevar la serie de regreso a sus raíces. Sin embargo, cuestionó algunas de las opciones de diseño, en particular la exclusión de características presentes en los juegos originales que consideraba importantes. Señaló que la falta de transmisión manual, vista de la cabina y la capacidad de modificar la configuración del automóvil pueden haber sido el resultado de intentar hacer que el juego sea más accesible entre una audiencia más amplia o debido a un ciclo de desarrollo apresurado.
Escribiendo para TouchArcade, Karl Burnett dijo que el conjunto restringido de entornos hizo que el juego fuera un poco grind para jugar. Sin embargo, elogió el sentido de la velocidad y el modelo físico del juego; creía que el manejo y la física del automóvil coincidían de manera idéntica con las dos primeras iteraciones de la serie. Llegó a la conclusión de que era un juego satisfactorio que finalmente se vio frenado por la cantidad limitada de contenido en el paquete. El escritor de VideoGamer.com, Pete Worth, consideró que el juego era demasiado difícil y destacó que tenía un "atractivo limitado" entre los jugadores que no eran fanáticos de los rallyes ni se dedicaban a los juegos de carreras. "Slide to Play" también estuvo de acuerdo en que el desafío planteado por el juego sería disfrutado por jugadores expertos, pero podría ser desagradable para un principiante. Identificaron algunos problemas de rendimiento, pero finalmente pensaron que Codemasters había hecho una transición efectiva de la serie de la consola a los dispositivos móviles.
Las versiones OS X y Windows del juego fueron objeto de duras críticas por parte de los jugadores que esperaban una nueva versión en alta definición del Colin McRae Rally original de 1998 en lugar de un port del juego móvil Actuando en respuesta a la reacción negativa, Codemasters actualizó la descripción del producto en Steam para aclarar malentendidos anteriores y ofreció reembolsos a los clientes por un período de tiempo.